# Comuna Stăneștii de Jos, Cozmeni
Stăneștii de Jos (în ucraineană Нижні Станівці, transliterat: Nîjni Stanivți) este o comună în raionul Cozmeni, regiunea Cernăuți, Ucraina, formată din satele Brusenchi, Stăneștii de Jos (reședința) și Vinograd.

## Demografie
Componența lingvistică a comunei Stăneștii de Jos
     Ucraineană (98,82%)
     Alte limbi (1,06%)
Conform recensământului din 2001, majoritatea populației comunei Stăneștii de Jos era vorbitoare de ucraineană (98,82%), existând în minoritate și vorbitori de alte limbi.